# Латная (станция)
Латная — железнодорожная станция однопутной неэлектрифицированной линии Курск — Воронеж, соединена с остановочным пунктом 215 км в западном направлении и остановочным пунктом 226 км в восточном направлении этой же линии. В западном направлении отходит ветка промышленных предприятий. Станция относится к Лискинскому региону Юго-Восточной железной дороги. Расположена в рабочем поселке Латная Семилукского района Воронежской области.

## Пригородное сообщение
По состоянию на 2019 год пригородное сообщение осуществляется по направлениям:
- Касторная — Нижнедевицк — Курбатово — Воронеж.

От Латной до Воронежа и обратно в сутки проходит не менее 3 пар поездов.
От Латной до Нижнедевицка и обратно в сутки проходит не менее 3 пар поездов.
От Латной до Касторной (без разделения на Касторную-Курскую и Касторную-Новую) и обратно в сутки проходит не менее 1 пары поездов.

## Пассажирское сообщение
По состоянию на 2019 год поезда дальнего следования на станции не останавливаются. Технические остановки не считаются, купить билет до Латной невозможно.

## Грузовая работа
Станция открыта для грузовой работы.

### Подъездные пути
В западном направлении отходит подъездной путь к Латненскому элеватору. К нему же отходит путь практически прилегающий к станционному зданию.
В западном направлении, параллельно ветке до Стрелецкой ж\д площадки расположен ещё один современный элеватор, комбикормовый завод, и несколько строительных предприятий.
В восточном направлении, рядом со зданием станции имеются подъездные пути к предприятию строительной индустрии.
Практически напротив здания станции в восточном направлении расположен Латненский завод огнеупоров с подъездными путями.
В восточном направлении расположены подъездные пути к лакокрасочному производству, и нефтебазе.